# Berengario Raimondo I di Provenza
Berengario Raimondo (prima del febbraio 1114 – Melgueil, marzo 1144) è stato conte di Provenza, dal 1131 e conte consorte di Melgueil, dal 1135, alla sua morte.

## Origini
Secondo la Ex Brevi Historia Comitum Provinciæ e familia comitum Barcinonensium (lo cita come Guglielmo) era figlio del conte di Barcellona, Gerona, Osona e Cerdagna, Raimondo Berengario III e della sua terza moglie, la contessa di Provenza e Gévaudan, Dolce I, figlia primogenita del Visconte di Millau, di Gévaudan, e di Carlat, Gilberto I di Gévaudan e della Contessa di Provenza, Gerberga (come ci viene confermato dalle Note dell'Histoire Générale de Languedoc, Tome II), figlia secondogenita del conte di Provenza, Goffredo I e della moglie Stefania o Dolce (?- dopo il 1096, anno in cui Stefania fece una donazione per l'anima del figlio Bertrando), come viene riportato a pagina 529 delle Note dell'Histoire Générale de Languedoc, Tome II; secondo lo storico Szabolcs de Vajay, Stefania era viscontessa di Marsiglia, figlia del visconte di Marsiglia, Guglielmo II.
Raimondo Berengario III di Barcellona, secondo la Inquisitio circa comitatum Carcassonæ quomodo pervenerit ad comites Barcinonenses era l'unico figlio maschio del conte di Barcellona, Gerona, Osona e Carcassonne, Raimondo Berengario II, detto testa di stoppa e di Matilde d'Altavilla (o Mafalda di Puglia), che secondo il cronista attivo in Italia in epoca normanna, a cavallo tra la fine del secolo XI e l'inizio del secolo XII, Guglielmo di Puglia, nel suo Gesta Roberti Wiscardi era la figlia primogenita del duca di Puglia e Calabria e conte di Sicilia, Roberto il Guiscardo (anche l'Ex Gestis Comitum Barcinonensium ci conferma che era figlia del Guiscargo) e della principessa longobarda, Sichelgaita di Salerno, che secondo il Gestis Ducum Normannorum, Continuatione Roberti era la figlia primogenita di Guaimario, principe di Salerno e di Capua, duca di Amalfi e Gaeta e duca di Puglia e Calabria e della sua terza moglie, Gemma di Capua, figlia del conte di Capua Laidolfo.

## Biografia
Berengario Raimondo viene citato per la prima volta, assieme al fratello maggiore, Raimondo Berengario nel documento n° 194 del Recueil des chartes de l'abbaye de la Grasse, Tome I 779-1119, del febbraio 1114, in cui i suoi genitori fecero una donazione all'abbazia di Grasse.
Poi il 20 gennaio 1117, controfirmò una donazione che i suoi genitori fecero al monastero di San Pietro di Gerona, come risulta dal documento n° XXXVIII della España Sagrada Tomo XLIII.
Nel 1131, alla morte del padre, ereditò, come secondo figlio maschio, i titoli (eredità della madre) di conte di Provenza e Gévaudan; mentre i titoli di conte di Barcellona, Gerona, Osona e Cerdagna, come era espresso nel testamento del padre, datato 8 luglio 1130, andavano al fratello maggiore Raimondo Berengario.
Alla morte del padre, il conte Raimondo Berengario I, il 4° signore di Les Baux, Raimondo I di Baux, suo zio acquisito, in quanto marito di Etienette de Provence, sorella di sua madre Dolce I, iniziò ad avere delle pretese sulla contea di Provenza e, approfittando della giovinezza di Berengario e del fatto che rispetto a suo padre, che era anche conte di Barcellona e di diverse contee catalane, aveva minor forza, secondo le Mémoires historiques et critiques sur l'ancienne République d'Arles di Mathieu Louis Anibert, chiese di avere metà della contea di Provenza. Questa richiesta portò ad una situazione di conflittualità, che durò per diversi anni sino a sfociare nella guerra aperta, dopo la morte di Berengario Raimondo.
Berengario Raimondo morì nel 1144; secondo la Ex Gestis Comitum Barcinonensium, Berengario Raimondo, conte di Provenza fu ucciso dai pirati, nel porto di Malgurio, mentre, secondo gli Annali Genovesi di Caffaro e de´ suoi continuatori, Vol. 1, fu ucciso, mentre, con una galea, combatteva con la flotta della Repubblica di Genova contro i pirati che infestavano la Provenza e che depredavano il territorio della Repubblica.
Alla morte di Berengario Raimondo, mentre la contea di Mauguio rimase alla moglie Beatrice che, circa un anno dopo, si risposò con Bernardo V Pelet (il documento CXXVII, del 1145, delle Notes de l'Histoire Générale de Languedoc, Tome IV, li cita come Beatrice, contessa di Mauguio ed il di lei marito, Bernardo Pelet <Bernardus Peleti comes maritus hujus Beatricis>), il titolo di conte di Provenza andò al piccolo (circa quattro anni) figlio Raimondo Berengario, che fu preso sotto tutela dallo zio, il conte di Barcellona e principe d'Aragona (in quanto promesso sposo della regina d'Aragona Petronilla, ancora bambina, di circa otto anni), Raimondo Berengario IV, che si preoccupò della sua educazione e si occupò attivamente della contea di Provenza.

## Matrimonio e discendenza
Berengario Raimondo, secondo il documento XC, del 1132, delle Notes de l'Histoire Générale de Languedoc, Tome IV, aveva stipulato, con lo zio di Beatrice, Guglielmo V di Monpellier, un contratto di fidanzamento che lo impegnava a sposare, entro tre anni la contessina Beatrice di Mauguio (1124 - dopo il 1190), figlia di Bernardo IV di Mauguio e di Guglielma di Montpellier; in quel contratto Raimondo Berengario, nel caso in cui Beatrice, fosse morta, si impegnava a sposare la figlia di Guglielmo V. Guglielmo V di Monpellier, lo zio di Beatrice, che proprio, nel 1132, era rimasta orfana del padre, Bernardo IV, in quello stesso anno aveva fatto un accordo, anche un con Alfonso Giordano di Tolosa, che per stabilizzare la contea di Melgueil, si impegnava a fare sposare Beatrice entro sei anni, secondo il documento LXXXXIX, sempre del 1132, delle Notes de l'Histoire Générale de Languedoc, Tome IV.
Il matrimonio fu celebrato, nel 1135; infatti nel documento XCVI, di quell'anno, delle Notes de l'Histoire Générale de Languedoc, Tome IV, Raimondo Bernardo è citato come conte di Melgueil e marchese do Provenza.
Berengario Raimondo e Beatrice ebbero un unico figlio:
- Raimondo Berengario II[15] (1140-1166), conte di Provenza[15].

## Ascendenza
|                                       |                              |                             | Genitori                  |  |  | Nonni |  |  | Bisnonni                            |  |  | Trisnonni                           |  |
|                                       |                              |                             |                           |  |  |       |  |  | Raimondo Berengario I di Barcellona |  |  | Berengario Raimondo I di Barcellona |  |
|                                       |                              |                             |                           |  |  |       |  |  | Raimondo Berengario I di Barcellona |  |  | Berengario Raimondo I di Barcellona |  |
|                                       |                              | Sancha Sánchez di Castiglia |                           |  |  |       |  |  | Raimondo Berengario I di Barcellona |  |  |                                     |  |
| Raimondo Berengario II di Barcellona  |                              |                             |                           |  |  |       |  |  | Raimondo Berengario I di Barcellona |  |  |                                     |  |
|                                       |                              | Almodis de La Marche        | Bernardo I de La Marche   |  |  |       |  |  |                                     |  |  |                                     |  |
|                                       |                              | Almodis de La Marche        | Bernardo I de La Marche   |  |  |       |  |  |                                     |  |  |                                     |  |
|                                       |                              | Almodis de La Marche        | Almodia/Adalmoda          |  |  |       |  |  |                                     |  |  |                                     |  |
| Raimondo Berengario III di Barcellona |                              | Almodis de La Marche        |                           |  |  |       |  |  |                                     |  |  |                                     |  |
|                                       |                              | Roberto il Guiscardo        | Tancredi d'Altavilla      |  |  |       |  |  |                                     |  |  |                                     |  |
|                                       |                              | Roberto il Guiscardo        | Tancredi d'Altavilla      |  |  |       |  |  |                                     |  |  |                                     |  |
|                                       |                              | Roberto il Guiscardo        | Fresenda                  |  |  |       |  |  |                                     |  |  |                                     |  |
| Matilde d'Altavilla                   |                              | Roberto il Guiscardo        |                           |  |  |       |  |  |                                     |  |  |                                     |  |
|                                       |                              | Sichelgaita di Salerno      | Guaimario IV di Salerno   |  |  |       |  |  |                                     |  |  |                                     |  |
|                                       |                              | Sichelgaita di Salerno      | Guaimario IV di Salerno   |  |  |       |  |  |                                     |  |  |                                     |  |
|                                       |                              | Sichelgaita di Salerno      | Gemma di Capua            |  |  |       |  |  |                                     |  |  |                                     |  |
| Berengario Raimondo I di Provenza     |                              | Sichelgaita di Salerno      |                           |  |  |       |  |  |                                     |  |  |                                     |  |
|                                       | Berengario di Millau e Rodez | …                           |                           |  |  |       |  |  |                                     |  |  |                                     |  |
|                                       | Berengario di Millau e Rodez | …                           |                           |  |  |       |  |  |                                     |  |  |                                     |  |
|                                       | Berengario di Millau e Rodez | …                           |                           |  |  |       |  |  |                                     |  |  |                                     |  |
| Gilberto I di Gévaudan                | Berengario di Millau e Rodez |                             |                           |  |  |       |  |  |                                     |  |  |                                     |  |
|                                       |                              | Adele di Carlat             | …                         |  |  |       |  |  |                                     |  |  |                                     |  |
|                                       |                              | Adele di Carlat             | …                         |  |  |       |  |  |                                     |  |  |                                     |  |
|                                       |                              | Adele di Carlat             | …                         |  |  |       |  |  |                                     |  |  |                                     |  |
| Dolce I di Provenza                   |                              | Adele di Carlat             |                           |  |  |       |  |  |                                     |  |  |                                     |  |
|                                       |                              | Goffredo I di Provenza      | Guglielmo II di Provenza  |  |  |       |  |  |                                     |  |  |                                     |  |
|                                       |                              | Goffredo I di Provenza      | Guglielmo II di Provenza  |  |  |       |  |  |                                     |  |  |                                     |  |
|                                       |                              | Goffredo I di Provenza      | Gerberga di Borgogna      |  |  |       |  |  |                                     |  |  |                                     |  |
| Gerberga di Provenza                  |                              | Goffredo I di Provenza      |                           |  |  |       |  |  |                                     |  |  |                                     |  |
|                                       |                              | Stefania di Marsiglia       | Guglielmo II di Marsiglia |  |  |       |  |  |                                     |  |  |                                     |  |
|                                       |                              | Stefania di Marsiglia       | Guglielmo II di Marsiglia |  |  |       |  |  |                                     |  |  |                                     |  |
|                                       |                              | Stefania di Marsiglia       | …                         |  |  |       |  |  |                                     |  |  |                                     |  |
|                                       |                              | Stefania di Marsiglia       |                           |  |  |       |  |  |                                     |  |  |                                     |  |

### Fonti primarie
- (LA)  Cartoulaire de Marseille Saint-Victor Tome I.
- (LA)  Antiquitates Italicæ Medii ævi, Tome I.
- (LA)  Rerum Gallicarun et Francicarum Scriptores, Tome XII.
- (LA)  Monumenta Germaniae Historica, Scriptores, Tomus XXIV.
- (LA)  Monumenta Germaniae Historica, Scriptores, Tomus IX.
- (LA)  España sagrada, tomo XLIII,.
- (LA)  Annali Genovesi di Caffaro e de´ suoi continuatori, Vol. 1.
- (LA)  Histoire Générale de Languedoc, Tome IV, Notes.

### Letteratura storiografica
- Louis Halphen, La Francia nell'XI secolo, in «Storia del mondo medievale», vol. II, 1979, pp. 770–806
- Louis Halphen, Il regno di Borgogna, in «Storia del mondo medievale», vol. II, 1979, pp. 807–821
- Rafael Altamira, La Spagna (1031-1248), in Storia del mondo medievale, vol. V, 1980, pp. 865–896
- Paul Fournier, Il regno di Borgogna o d'Arles dall'XI al XV secolo, in «Storia del mondo medievale», vol. VII, 1981, pp. 383–410
- (FR)  Inventaire chronologique des chartes de la famille de BauxI.
- (FR)  Histoire générale de Languedoc, Notes, tomus II.
- (FR) Mémoires historiques et critiques sur l'ancienne République d'Arles, su archive.org.